# Rhizosmilia multipaliferus
Espèce
Statut CITES
Rhizosmilia multipaliferus est une espèce de coraux appartenant à la famille des Caryophylliidae. Selon la base de données WoRMS, cette espèce prend le nom de Rhizosmilia multipalifera.